# Morti nel 1999/Agosto
| Questa pagina contiene informazioni ricavate automaticamente dalle voci biografiche con l'ausilio del template Bio e di un bot. L'aggiornamento è periodico e automatico e ricostruisce completamente la pagina. Se manca una persona in questa lista, sei pregato di non aggiungerla, ma accertati piuttosto che la sua voce biografica contenga il template Bio e che i dati anagrafici siano correttamente compilati. Se il template Bio manca, inseriscilo tu stesso o, in alternativa, metti l'avviso {{tmp\|Bio}} che ne segnala la mancanza. Se i dati riportati sono sbagliati, correggi direttamente la voce biografica; le modifiche saranno visibili in questa lista entro pochi giorni. Per chiarimenti vedi il progetto biografie. La lista contiene solo le 96 persone che sono citate nell'enciclopedia e per le quali è stato implementato correttamente il template Bio. Pagina aggiornata al 18 mag 2025. |

- 1º agosto - Herbert Hagen, militare e criminale di guerra tedesco (n. 1913)
- 1º agosto - Augusto Jäggli, architetto svizzero (n. 1911)
- 1º agosto - Marinus Kok, arcivescovo vetero-cattolico olandese (n. 1916)
- 1º agosto - Paris Pişmiş, astronoma armena (n. 1911)
- 2 agosto - Sunthorn Kongsompong, militare e politico thailandese (n. 1931)
- 2 agosto - Willie Morris, giornalista e sceneggiatore statunitense (n. 1934)
- 2 agosto - Noêmia Assumpção, cestista brasiliana
- 2 agosto - Jim Slaughter, cestista statunitense (n. 1928)
- 3 agosto - Bob Mollohan, politico statunitense (n. 1909)
- 3 agosto - Leroy Vinnegar, contrabbassista e compositore statunitense (n. 1928)
- 4 agosto - Liselott Linsenhoff, cavallerizza tedesca (n. 1927)
- 4 agosto - Victor Mature, attore statunitense (n. 1913)
- 4 agosto - Olavi Salminen, pentatleta finlandese (n. 1920)
- 4 agosto - Carl Toms, scenografo e costumista britannico (n. 1927)
- 5 agosto - James Failla, mafioso statunitense (n. 1919)
- 6 agosto - Amine Batanouni, cestista e dirigente sportivo egiziano (n. 1927)
- 6 agosto - Tea Bonelli, editrice e disegnatrice italiana (n. 1911)
- 6 agosto - Pasquale Cavaliere, politico e ambientalista italiano (n. 1958)
- 6 agosto - Ilse Pausin, pattinatrice artistica su ghiaccio austriaca (n. 1919)
- 7 agosto - Wally Albright, attore statunitense (n. 1925)
- 7 agosto - Brion James, attore statunitense (n. 1945)
- 7 agosto - Harry Litwack, cestista e allenatore di pallacanestro statunitense (n. 1907)
- 7 agosto - John Van Ryn, tennista statunitense (n. 1905)
- 8 agosto - Gino Bibbi, anarchico italiano (n. 1899)
- 9 agosto - Jackie Sato, wrestler giapponese (n. 1957)
- 9 agosto - Willard Swihart, cestista statunitense (n. 1914)
- 9 agosto - Abraham H. Taub, matematico e fisico statunitense (n. 1911)
- 10 agosto - Giuseppe Delfino, schermidore italiano (n. 1921)
- 10 agosto - Lenko Grčić, allenatore di calcio e calciatore jugoslavo (n. 1925)
- 10 agosto - Ernesto Melo Antunes, militare e politico portoghese (n. 1933)
- 11 agosto - Henk Chin A Sen, politico surinamese (n. 1934)
- 11 agosto - Dickie Davis, calciatore inglese (n. 1922)
- 11 agosto - Robert Dorfmann, produttore cinematografico francese (n. 1912)
- 11 agosto - Luz Machado, scrittrice, giornalista e politica venezuelana (n. 1916)
- 11 agosto - Mimi Pollak, attrice e regista svedese (n. 1903)
- 12 agosto - Walter Armanini, politico italiano (n. 1937)
- 12 agosto - Pavel Oganezovič Arsenov, regista sovietico (n. 1936)
- 12 agosto - Giuseppe Beviacqua, mezzofondista italiano (n. 1914)
- 12 agosto - Ross Elliott, attore statunitense (n. 1917)
- 12 agosto - Gaetano Michetti, politico italiano (n. 1944)
- 13 agosto - Argentina Díaz Lozano, scrittrice e poetessa honduregna (n. 1909)
- 13 agosto - Nathaniel Kleitman, fisiologo e psicologo statunitense (n. 1895)
- 13 agosto - Jean-Claude Lefèbvre, cestista francese (n. 1937)
- 13 agosto - Sulo Nurmela, fondista finlandese (n. 1908)
- 14 agosto - Paolo Martuscelli, ingegnere e politico italiano (n. 1925)
- 14 agosto - Pee Wee Reese, giocatore di baseball statunitense (n. 1918)
- 15 agosto - Hugh Casson, architetto, designer e giornalista inglese (n. 1910)
- 15 agosto - Guglielmo Morandi, regista e sceneggiatore italiano (n. 1913)
- 15 agosto - Olga Orozco, poetessa, scrittrice e giornalista argentina (n. 1920)
- 15 agosto - Pierre Ranzoni, calciatore francese (n. 1921)
- 15 agosto - Blond-Blond, cantante algerino (n. 1919)
- 16 agosto - Roy Edwards, hockeista su ghiaccio canadese (n. 1937)
- 16 agosto - Nancy Guild, attrice statunitense (n. 1925)
- 17 agosto - Reiner Klimke, cavaliere tedesco (n. 1936)
- 17 agosto - Antonio Pecoraro, politico italiano (n. 1914)
- 17 agosto - Teixeirinha, calciatore brasiliano (n. 1922)
- 18 agosto - Alfred Bickel, calciatore svizzero (n. 1918)
- 18 agosto - Hanoch Levin, drammaturgo, poeta e regista teatrale israeliano (n. 1943)
- 19 agosto - Kim Perrot, cestista statunitense (n. 1967)
- 20 agosto - Carlos Couto, schermidore brasiliano (n. 1930)
- 20 agosto - Annick Goutal, imprenditrice francese (n. 1945)
- 20 agosto - Włodzimierz Miksa, militare e aviatore polacco (n. 1914)
- 20 agosto - Josane Sigart, tennista belga (n. 1909)
- 20 agosto - Margaret Wright, attrice e doppiatrice statunitense (n. 1917)
- 21 agosto - Leo Clement Andrew Arkfeld, arcivescovo cattolico statunitense (n. 1912)
- 21 agosto - Leo Castelli, collezionista d'arte e mercante d'arte italiano (n. 1907)
- 21 agosto - Jerzy Harasymowicz, poeta polacco (n. 1933)
- 21 agosto - Fayṣal bin Fahd Āl Saʿūd, principe, politico e dirigente sportivo saudita (n. 1945)
- 22 agosto - Aleksandr Sergeevič Dem'janenko, attore cinematografico e attore teatrale russo (n. 1937)
- 22 agosto - Enrico Paulucci, pittore italiano (n. 1901)
- 22 agosto - Guido Toffoletti, musicista italiano (n. 1951)
- 22 agosto - Othmar Winkler, artista e scultore italiano (n. 1907)
- 23 agosto - James White, autore di fantascienza irlandese (n. 1928)
- 24 agosto - Roberto Bussinello, pilota automobilistico italiano (n. 1927)
- 24 agosto - Eduardo Endériz, calciatore uruguaiano (n. 1940)
- 25 agosto - Alfredo Alaria, attore, ballerino e coreografo argentino (n. 1930)
- 25 agosto - Rob Fisher, tastierista e cantautore britannico (n. 1956)
- 25 agosto - Georg Thomalla, attore e doppiatore tedesco (n. 1915)
- 25 agosto - Spiegle Willcox, trombonista statunitense (n. 1903)
- 26 agosto - Tonči Gulin, calciatore jugoslavo (n. 1938)
- 26 agosto - Bruno Quaresima, calciatore e allenatore di calcio italiano (n. 1920)
- 26 agosto - Dianella Selvatico Estense, poetessa e traduttrice italiana (n. 1936)
- 27 agosto - Bai Guang, attrice e cantante cinese (n. 1921)
- 27 agosto - Hélder Pessoa Câmara, arcivescovo cattolico brasiliano (n. 1909)
- 27 agosto - Diana Cenni, cestista e pattinatrice italiana (n. 1917)
- 27 agosto - Enzo Martinelli, matematico italiano (n. 1911)
- 28 agosto - Silvia Echagüe, cestista cilena (n. 1934)
- 28 agosto - Sebastiano Vincelli, politico italiano (n. 1930)
- 29 agosto - Piero Gerlini, attore italiano (n. 1925)
- 29 agosto - Claudio Lezcano, calciatore paraguaiano
- 29 agosto - Giuseppe Pattoni, progettista italiano (n. 1926)
- 30 agosto - Raymond Poivet, fumettista francese (n. 1910)
- 30 agosto - Carlo Raspagni, liutaio italiano (n. 1925)
- 30 agosto - István Timár-Geng, cestista ungherese (n. 1923)
- 31 agosto - Marguerite Chapman, attrice statunitense (n. 1918)
- 31 agosto - Vittorio Guidano, psicologo e psichiatra italiano (n. 1944)